# Enea Zuffi
Pour les articles homonymes, voir Zuffi.
Enea Zuffi, dit Zuffi II (né à Turin le 27 décembre 1891 et mort le 14 juillet 1968), est un footballeur italien, qui évoluait en tant qu'attaquant.

## Biographie
Natif de Turin, la capitale du Piémont, Zuffi a passé toute sa carrière de joueur dans les deux clubs de sa ville, avec tout d'abord le Torino entre 1908 et 1910, puis la Juventus entre 1910 et 1912 (avec qui il dispute sa première rencontre le 27 novembre 1910 lors d'un nul 1-1 contre le Piemonte FC), et enfin un retour au Torino pour finir sa carrière de 1912 à 1913.
Du côté de la sélection, il a participé avec l'équipe d'Italie aux Jeux olympiques de 1912 à Stockholm, jouant deux matchs, le quart de finale contre la Finlande et le match de consolation contre l'Autriche.